# Matthias Frindt
Matthias Frindt (ur. 26 lutego 1924, zm. 29 października 1948 w Landsberg am Lech) – zbrodniarz nazistowski, członek załogi niemieckiego obozu koncentracyjnego Mauthausen-Gusen i SS-Sturmmann.
Członek Waffen-SS. Pełnił służbę w kompleksie obozowym Mauthausen od 20 lutego 1943 do 5 maja 1945. Początkowo, do 19 listopada 1943, przechodził szkolenie i sprawował funkcje strażnika w obozie głównym. Następnie Frindt był blokowym (Blockführerem) w podobozie Ebensee. Nieustannie katował podległych mu więźniów wielu narodowości. Niektórzy na skutek tego zmarli.
Frindt został osądzony za swoje zbrodnie w procesie załogi Mauthausen (US vs. Josef Lukan i inni). Skazano go na karę śmierci przez powieszenie i stracono w więzieniu Landsberg pod koniec października 1948.  